# Lepraliellidae
Lepraliellidae é uma família de briozoários pertencentes à ordem Cheilostomatida.

## Géneros
Géneros (lista incompleta):
- Acanthophragma Hayward, 1993
- Balantiostoma Marsson, 1887
- Celleporaria Lamouroux, 1821